# José de Jesús Corona
José de Jesús Corona Rodríguez (Guadalajara, 26 gennaio 1981) è un calciatore messicano, portiere del Club Tijuana.

## Caratteristiche tecniche
Ritenuto uno dei portieri migliori del Messico, Corona come estremo difensore è abile nel saper parare i tiri dalla lunga distanza e, quando necessario, usare le uscite per prevalere contro l'avversario nell'uno-contro-uno. Tra le sue abilità vengono esaltate l'agilità e la prontezza di riflessi, è forte anche nel parare i rigori. Pecca però nell'avventatezza che infatti nel corso della sua carriera gli è costata un gran numero di ammonizioni.

## Carriera

### Club

#### Atlas
Debutta il 15 febbraio 2003 con Atlas nella partita contro il Veracruz vinta per 3-0, totalizzando 17 presenze nella stagione di Clausura 2003, subendo 18 reti. Nella stagione successiva diventa subito portiere titolare e su trenta partite giocate solo dieci terminano con una vittoria, il 1º maggio 2004 nella partita contro il Toluca che si è conclusa con un pareggio per 2-2 subusce la sua prima espulsione in un match. Il 30 maggio gioca la sua ultima partita, perdendo per 3-1 contro il Pumas.

#### Tecos de la UAG e Chivas
Si trasferisce al Tecos de la UAG, il 22 agosto 2004 gioca la sua prima partita nella vittoria per 1-0 contro l'América. Ha giocato in prestito per un brebe periodo con il Chivas, prendendo parte a sole due partite nella Coppa Liberatores (partecipando per la prima volta a un campionato continentale) contro il Boca Juniors, la prima si conclude una vittoria per 4-0 e la seconda con un pareggio per 0-0. Chiude la sua esperienza con il Tecos de la UAG con le sue 143 presenze.

#### Cruz Azul
Il 16 giugno 2009 firma un contratto triennale con il Cruz Azul il quale poi si è esteso per oltre un decennio, infatti è il club nel quale ha militato più a lungo nella propria carriera. Con il Cruz Azul partecipa per la prima volta alla CONCACAF Champions League, Corona gioca la finale persa per 1-0 il 29 aprile 2010 contro il Pachuca, vince poi l'edizione 2013-2014 della coppa continentale nella finale contesa contro il Toluca. Vince il suo unico campionato messicano nell'edizione 2020-2021. Conclude la sua esperienza con la squadra nel 2023, giocando la sua ultima partita nel 7 maggio perdendo per 1-0 contro l'Atlas

#### Club Tijuana
Come portere di riseva entra nel Club Tijuana, il 1º luglio 2023 esordisce nella sconfitta per 3-2 contro il Pumas, è contro il Cruz Azul due settima successive che partecipa alla sua prima vittoria con la squadra vincendo per 2-1.

### Nazionale
Viene convocato come portiere per la Nazionale Under-17 per il mondiale giovanile Egitto 1997, il Messico non supera la fase a girone, infatti viene eliminato avendo perso per 3-1 contro il Mali e per 3-2 contro la Spagna, la sua unica vittoria è stata contro la Nuova Zelanda prevalendo per 5-0.
Dal 2005 è convocato regolarmente per la nazionale di calcio messicana, il suo esordio avviene il 28 aprile nel pareggio per 1-1 contro la Polonia. È stato il secondo di Oswaldo Sánchez a Germania 2006 e di Guillermo Ochoa a Brasile 2014.
Come fuori quota gioca con la nazionale olimpica ai giochi di Londra 2012 dove il Messico vince la sua prima medaglia d'oro, conquistata nella finale vinta per 2-1 contro il Brasile.
Viene convocato per la Copa América Centenario negli Stati Uniti, dove gioca la partita contro il Venezuela. La sua ultima partita con la maglia del Messico viene disputata il 21 novembre 2018 in un'amichevole persa con l'Argentina.

## Palmarès

### Club

#### Competizioni nazionali
- Coppa del Messico: 2

Cruz Azul: Clausura 2013, Apertura 2018
- Supercopa MX: 1

Cruz Azul: 2019
- Campionato messicano: 1

Cruz Azul: Clausura 2021
- Supercoppa del Messico: 1

Cruz Azul: 2021
- Supercopa de la Liga MX: 1

Cruz Azul: 2022

#### Competizioni internazionali
- CONCACAF Champions League: 1

Cruz Azul: 2013-2014
- Leagues Cup: 1

Cruz Azul: 2019

### Nazionale
- Gold Cup: 1

2009
- Oro olimpico: 1

Londra 2012